# Мусатово
Муса́тово (рос. Мусатово, башк. Мөсәт) — присілок у складі Салаватського району Башкортостану, Росія. Входить до складу Янгантауської сільської ради.
Населення — 71 особа (2010; 97 в 2002).
Національний склад:
- башкири — 97 %

Стара назва — Мусатова.